# NASDAQ
De NASDAQ is een beurs die wordt bedreven door de Amerikaanse National Association of Securities Dealers. Op deze beurs worden vooral aandelen van technologiebedrijven verhandeld. NASDAQ is oorspronkelijk een afkorting voor National Association of Securities Dealers Automated Quotations (Nederlands: ‘Automatische Prijsstelling van de Nationale Vereniging van Effectenhandelaren’).

## Activiteiten
Toen op de NASDAQ op 8 februari 1971 de handel begon, was het de eerste elektronische beurs ('schermenbeurs') in de wereld. Het systeem van de NASDAQ maakt het mogelijk dat meerdere handelaren tegelijk gebruikmaken van de communicatie-infrastructuur. Daardoor wordt de concurrentie bevorderd. Sinds 1999 is de NASDAQ de grootste aandelenbeurs van de Verenigde Staten, waar meer dan de helft van de in het land verhandelde fondsen staan genoteerd. De NASDAQ bestaat uit de Capital Market (small cap-market), de Global Market (mid cap) en de Global Select Market (NASDAQ-GS large cap).
De hoofdvestiging bevindt zich in New York, maar er zijn ook bedrijfsonderdelen in Canada en Japan. Verder zijn er banden met de beurzen van Hongkong en sommige Europese beurzen. De NASDAQ was gesloten van 11 september tot 14 september 2001 als gevolg van de terroristische aanslagen op 11 september 2001. In 2007 fuseerde de NASDAQ met OMX en in 2008 volgde de overname van de Philadelphia Stock Exchange, die nu samen met de NASDAQ onder zijn gebracht bij de NASDAQ OMX Group.
Een alternatieve naam voor de NASDAQ is de schermenbeurs. Deze bijnaam heeft de NASDAQ gekregen omdat de handel niet via menselijke acties verloopt, maar volledig automatisch door computers wordt afgehandeld. Er is dus niet zoals op de New York Stock Exchange een chaotisch door elkaar roepende menigte van handelaren, maar een set computerschermen die in stilte de handel afwerken.

## Aandelenindices

### NASDAQ Composite

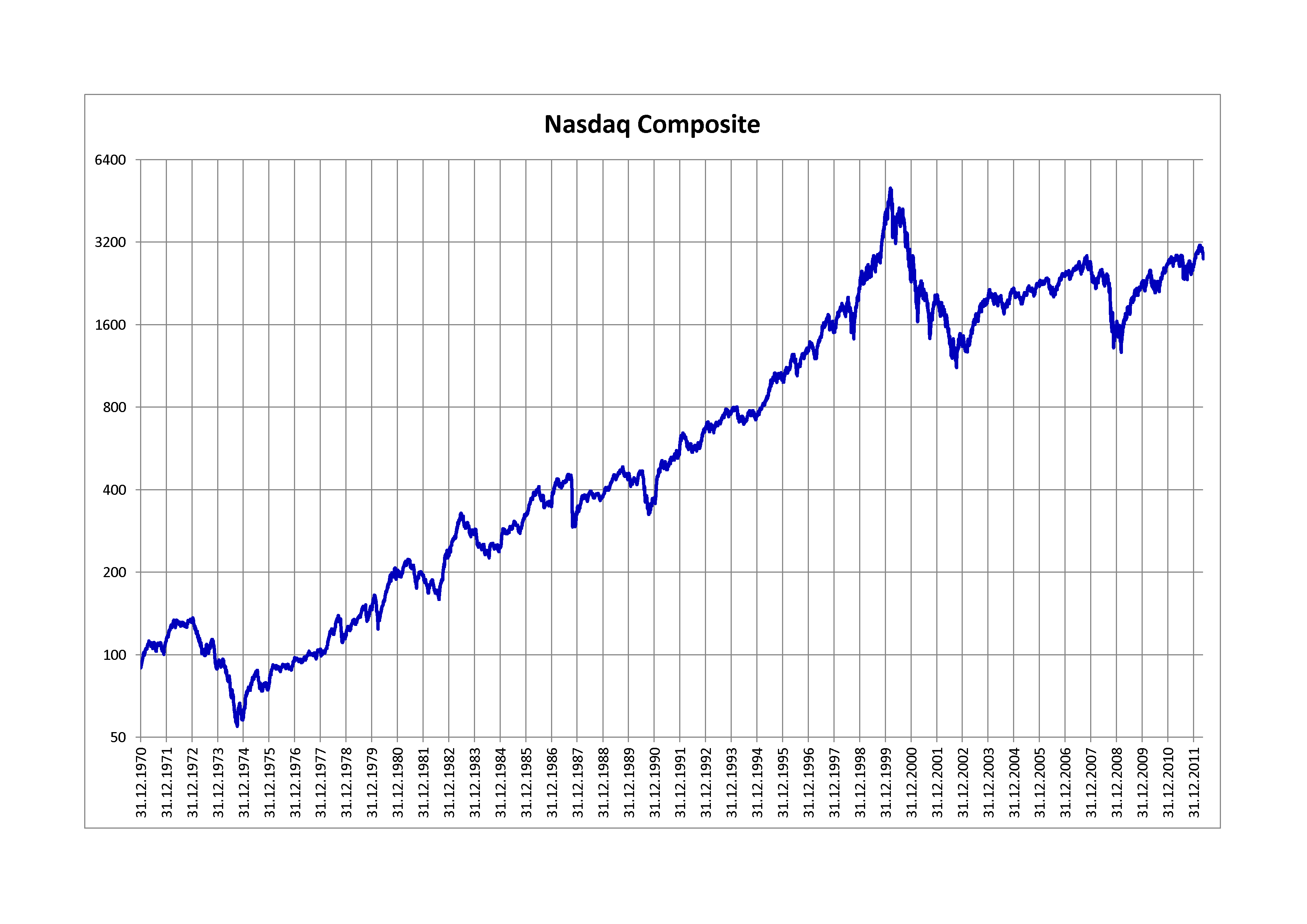
Verloop van de NASDAQ Composite-index van 1971 t/m 2011. Let op: de schaal is logaritmisch.

Als de koers van "de NASDAQ" wordt gemeld in de media, dan gaat het over het algemeen over de NASDAQ Composite-index. Dat is de aandelenindex van alle aan deze beurs genoteerde aandelen (meer dan 3000). Op 17 juli 1995 sloot deze NASDAQ Composite-index voor het eerst boven de 1000 punten. Op 10 maart 2000 bereikte de index zijn hoogste waarde ooit, 5048,62. Daarna verloor de index bijna 80 procent van zijn waarde, onder andere door het uiteenspatten van de internetzeepbel en de aanslagen op 11 september 2001.
Na een aanvankelijk herstel zorgde de kredietcrisis die in 2008 uitbrak voor een nieuwe daling tot maar net boven het minimum van 2002. Eind 2010 lag de waarde van de NASDAQ Composite rond de 2500 punten en vijf jaar later op 31 december 2015 was dit verdubbeld tot 5007 punten. 5-en-half jaar later op 1 juli 2020 was het wederom verdubbeld naar 10192 punten.

### NASDAQ-100
De andere bekende index is de NASDAQ-100. Dit zijn de 100 grootste fondsen genoteerd aan de NASDAQ. Met derivaten en exchange-traded funds is dit een veel verhandelde index.